# TOKYO PANDA
TOKYO PANDA（とうきょう ぱんだ、1984年1月5日 - ）は、日本の女性ファッションブロガー、ファッションモデル、タレント。所属事務所は、アミューズを経て、ブームプランニング。

## 人物
2006年に東洋医学に興味をもち、中国瀋陽の医科大学に進学した。在学中の2009年から中国のポータルサイトに自らのファッションや ライフスタイルを紹介するブログ「TOKYO PANDA ＆ MR.PANDA」を開設し、中国で注目浴びるようになった。

## 出演
テレビ
- いま世界は（2011年1月23日 BS朝日）ゲスト
- ワールドビジネスサテライト（2011年8月26日 テレビ東京）「超ニッポン」ゲスト
- Mr.サンデー（2011年9月18日 フジテレビ・関西テレビ）「ホットけない中国」VTR
- 東京カワイイTV（2011年10月29日 NHK）「白熱！中国カワイイウォーズ」VTR
- ワールドWaveトゥナイト（2011年11月24日 NHK BS1）「中国スペシャル上海」VTR
- 流行櫻楽（2012年1月 星尚酷 上海ケーブルTV局）「東京の流行レポート」VTR
- アジアで花咲け!なでしこたち（2012年8月22日 NHK BS1）「中国に“東京カワイイ”ファッションを」
- NEWS23X（2012年9月24日 TBS）　北京生中継　ゲスト&VTR
- クローズアップ現代（2013年1月22日 NHK）「冷え込む日中‘草の根’交流の挑戦」VTR
- 朝まで生テレビ!（2013年4月27日 テレビ朝日）「激論!ネット世代が日本を変える?!」
- ニッポン・ダンディ（2013年5月15日 TOKYO MX）ゲスト

## 著書
- 『《80后・90后》中国ネット世代の実態』角川SSC新書、2013年。ISBN 978-4047289598。
- 『TOKYO PANDAの旅する中国語』中経出版、2013年。ISBN 978-4806148333。